# Mushi Production

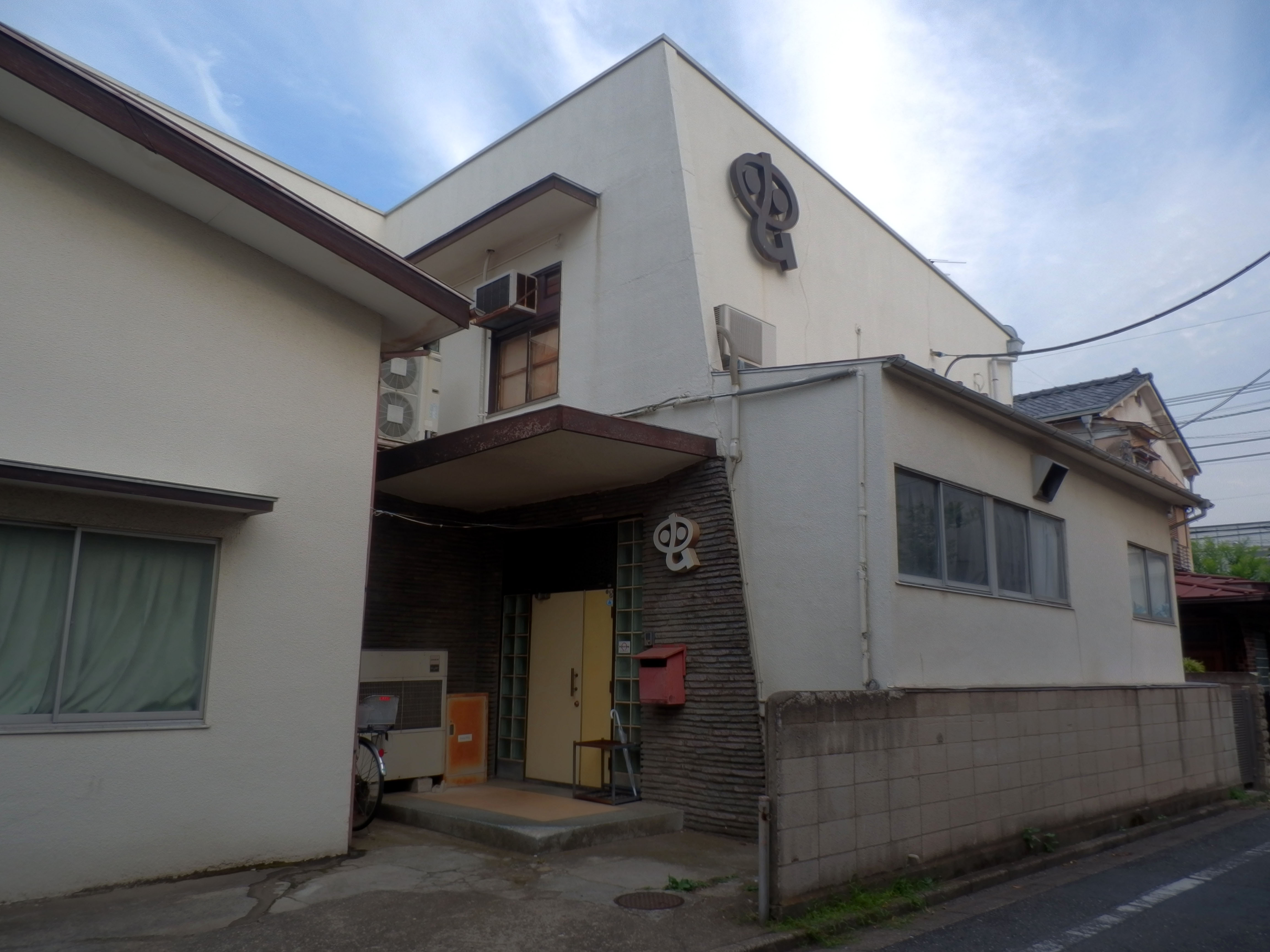
Het Mushi Production hoofdkwartier in Tokio

Mushi Production (虫プロダクション, Bug Production)  is een Japanse animatiestudio opgericht in 1961 in Fujimidai, Nerima, Tokio, Japan. In het verleden was het hoofdkantoor elders in Nerima gevestigd.

## Beschrijving
De studio werd geleid door de mangaka Osamu Tezuka. Tezuka startte het bedrijf met de bedoeling een concurrent te worden van Toei Animation, Tezuka's voormalige werkgever. De studio was een pionier op het gebied van tv-animatie in Japan en was verantwoordelijk voor vele succesvolle anime. Als gevolg van financiële problemen werd het bedrijf bankroet verklaard in 1973, waarbij de activa werden verdeeld onder de schuldeisers. Enkele jaren later, in 1977, werd er een nieuwe animatiestudio opgericht onder dezelfde naam. Dit nieuwe bedrijf bestaat nog steeds.

## Originele producties
(Gebaseerd op het oeuvre van Osamu Tezuka)
- Astro Boy  (1963–1966)
- Ginga Shōnen Tai (1963–1965)
- Astro Boy: Hero of Space (film; 1964)
- Shin Takara Jima (TV special; 1965)
- The Amazing 3 (1965–1966)
- Kimba the White Lion (1965–1966)
- Son Goku ga Hajimaruyō (TV special; 1966)
- Kimba the White Lion (film, 1966)
- Tenrankai no E (kortfilm, 1966)
- Princess Knight (TV special; 1966)
- Leo the Lion (1966–1967)
- Gokū no Daibōken (januari-september 1967)
- Princess Knight (1967–1968)
- Vampire (1968–1969)
- Dororo (televisiereeks) (april-september 1969)
- Wansa-kun (1973)
- Adventures of the Polar Cubs (1979)

## Overige producties
(TV/film producties of bewerkingen van materiaal dat niet van de hand van Tezuka was)
- Wanpaku Tanteidan (1968–1969)
- Sabu to Ichi Torimono Hikae (co-productie met Toei Animation en Studio Zero; 1968–1969)
- Animal 1 (1968–1969)
- Moomin (1969) (vanaf aflevering 26 tot de laatste aflevering, aflevering 1 tot 25 waren gemaakt door Tokyo Movie Shinsha)
- Frosty the Snowman (1969) (Amerikaanse productie van Rankin/Bass Productions met animatie van Mushi Production)
- The Mad, Mad, Mad Comedians (1970) (Amerikaanse productie van Rankin/Bass Productions met animatie van Mushi Production)
- The Reluctant Dragon and Mr. Toad Show (1970–1971) (Amerikaanse productie van Rankin/Bass Productions met animatie van Mushi Production)
- Ashita no Joe (oorspronkelijke reeks; de tweede reeks werd gemaakt door Tokyo Movie Shinsha) (1970–1971)
- Andersen Monogatari (1971)
- Wandering Sun (1971)
- Kunimatsu-sama no Otōridai (1971–1972)
- Mad Mad Mad Monsters (1972) (Amerikaanse productie van Rankin/Bass Productions met animatie van Mushi Production)
- Festival of Family Classics (1972–1973) (Amerikaanse productie van Rankin/Bass Productions met animatie van Mushi Production) (17 afleveringen)[4]
- Animerama (filmreeks)
  - One Thousand and One Arabian Nights (1969)
  - Cleopatra: Queen of Sex (1970)
  - Kanashimi no Belladonna (1973)
- Vicky the Viking (1974; enkel de eerste zes afleveringen)
- The Star of Cottonland (1984, productie)
- Toki-iro Kaima (1989–1990)
- Blue Sonnet (1989–1990, animatie)
- Ushiro no Shoumen Daare (1991, animatie)
- Ginga Eiyuu Densetsu: Aratanaru Tatakai no Overture (1993, montage)
- Pipi Tobenai Hotaru (1996, productie)
- Monster (2004–2005, assistentie bij animatie)
- Paniponi Dash! (2005, assistentie)
- Katekyo Hitman Reborn! (2006–2010, assistentie)
- Rocket Girls (2007, assistentie)
- Kochira Tamago Outou Negaimasu (2008, animatie)
- Pattenrai!! Minami no Shima no Mizu Monogatari (2008, productie)
- Gekijouban Major: Yuujou no Winning Shot (2008, assistentie)
- Natsu no Arashi! (2009, assistentie bij animatie)
- Bakemonogatari (2009, assistentie)
- Zan Sayonara Zetsubou Sensei (2009, assistentie)
- Natsu no Arashi! Akinai-chuu (2009, assistentie bij animatie)
- Shiki (2010, assistentie bij animatie)